# 長浜鉄道スクエア

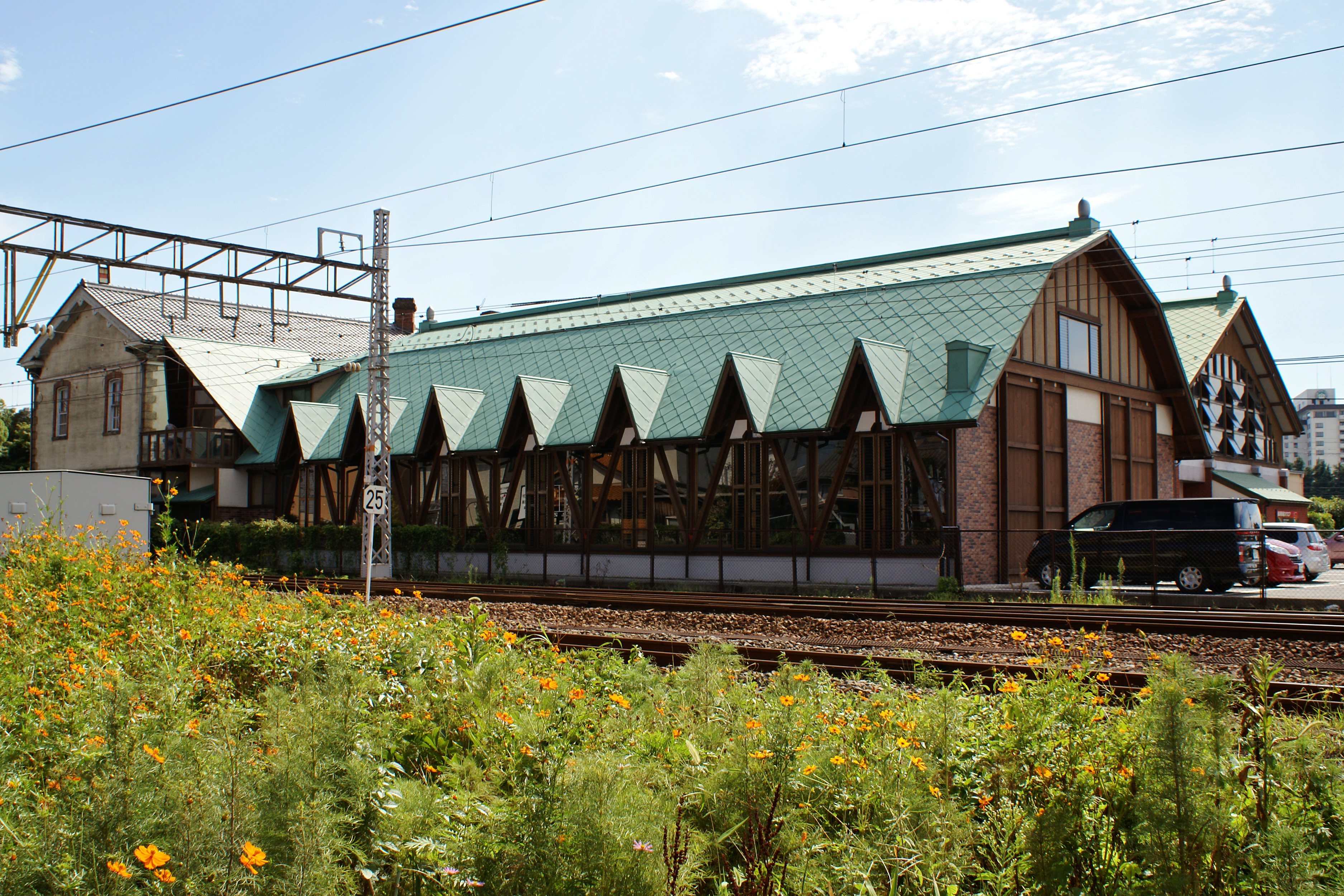
長浜鉄道文化館・北陸線電化記念館

長浜鉄道スクエア（ながはまてつどうスクエア）は、滋賀県長浜市にある長浜市立の鉄道保存展示施設。
旧長浜駅舎（第1回鉄道記念物）に隣接して2000年（平成12年）10月14日に長浜鉄道文化館が開館し、さらに2003年（平成15年）7月17日には隣接して北陸線電化記念館が開館。このとき、この3施設を総称して「長浜鉄道スクエア」と命名された。

## 施設内容
旧長浜駅舎・長浜鉄道文化館・北陸線電化記念館の3館で構成されている。

### 旧長浜駅舎
現存する日本最古の駅舎である初代長浜駅舎をそのまま保存している。東西24.5m、南北9.7m、木骨構造の石灰コンクリート造り2階建て。外壁はコンクリート素面仕上げで、壁の厚さは50cmあり、四隅の角は花崗岩の切石を積み、窓枠と出入口はレンガを使っている。1階は駅事務所と待合室、2階は敦賀線の管理を扱った鉄道事務部門があった。1階2階ともに暖炉が設けられ、回り階段、彫刻入りの欄干など鹿鳴館調の建築様式で、当時の地元民を驚かせた。当時鉄道局の長であった井上勝の直接指揮のもと、設計はホルサムらイギリス人鉄道技師が行ない、施工は神戸の稲葉弥助が担当した。ホルサム（Edmund Gregory Holtham）は1873年に明治政府のお雇い外国人として来日し、駅舎開業の前年まで8年間滞日し、帰国後著書『Eight Years In Japan』を上梓した。
1903年（明治36年）に2代目駅舎が完成してからは倉庫として使われ、1958年（昭和33年）に第1回の鉄道記念物に指定された。

### 長浜鉄道文化館
北陸本線に関する鉄道史料や鉄道模型が展示されている。

### 北陸線電化記念館
鉄道車両2両が保存されている。

## 建築以外の保存物

### 車両
いずれも静態保存。
- ED701（国鉄ED70形電気機関車）[4][9]
- D51793（国鉄D51形蒸気機関車）[4][9]

### 施設
- 旧長浜駅29号分岐器ポイント部（鉄道記念物）

## ギャラリー

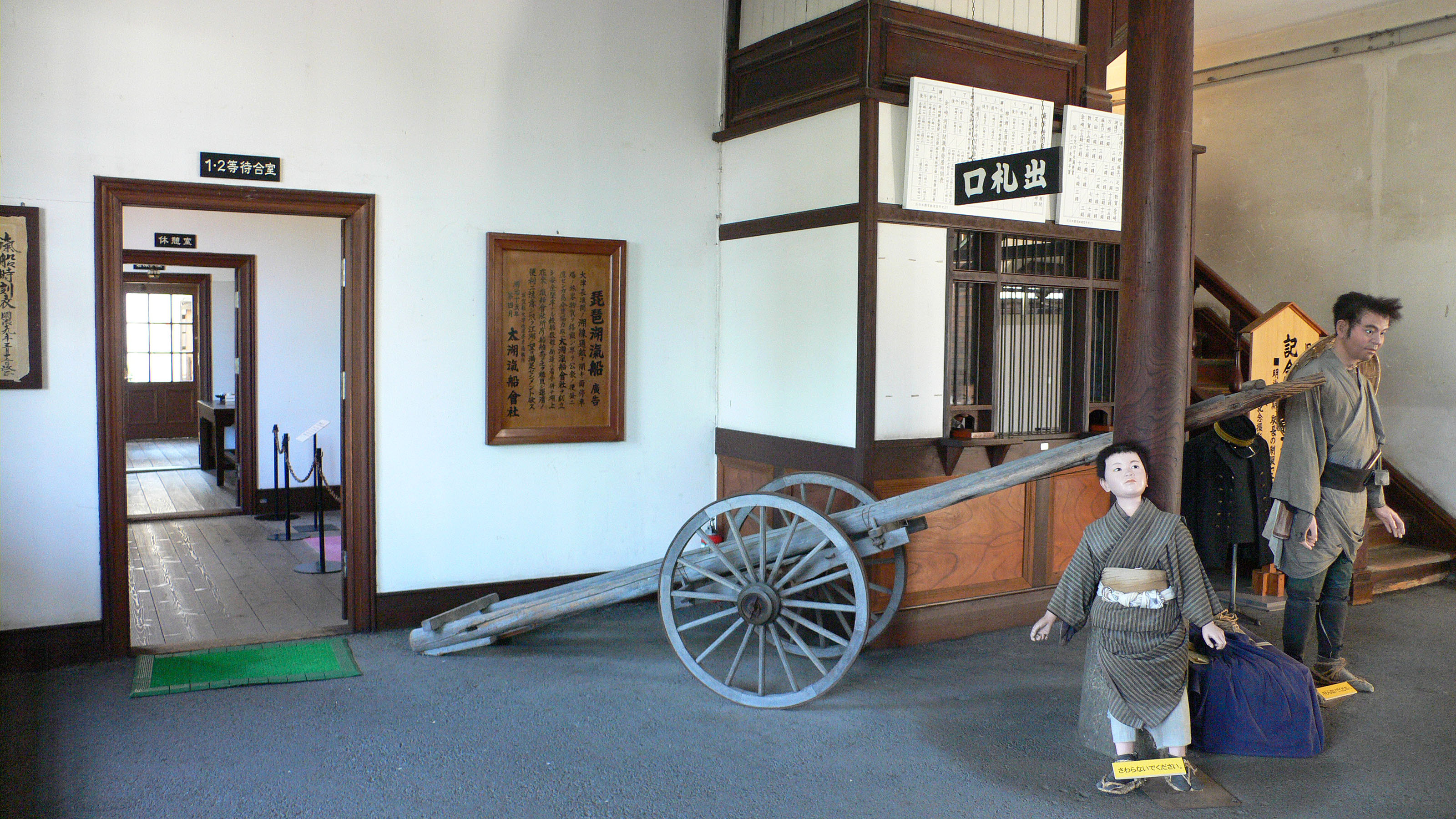
旧長浜駅舎構内
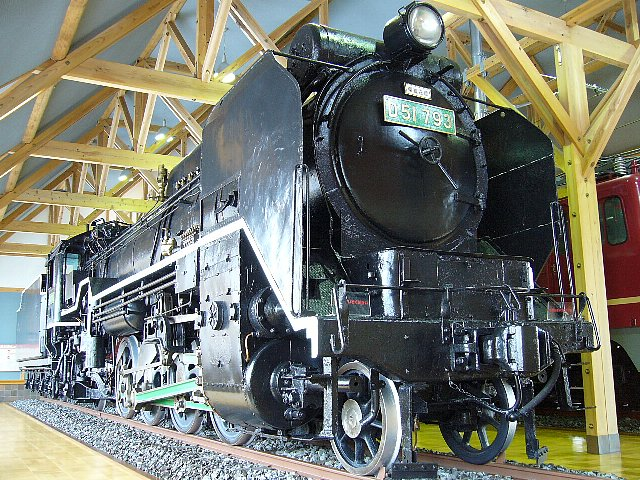
D51 793号機
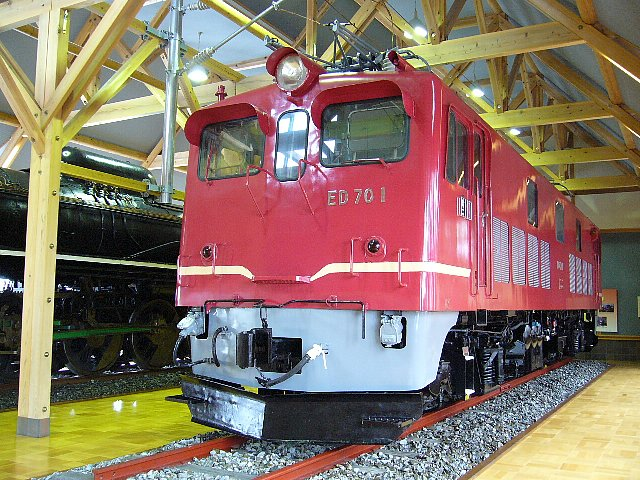
ED70 1号機

## 周辺
- 長浜港
- 成田美術館
- 長浜城址
- 慶雲館
- 長浜文化芸術会館